# Ain't It Funny
 Ovo je glavno značenje pojma Ain't It Funny. Za remix ove pjesme pogledajte Ain't It Funny (Murder Remix).
"Ain't It Funny" je treći singl američke pjevačice Jennifer Lopez objavljen s njenog drugog studijskog albuma J. Lo 24. travnja 2001. u izdanju diskografske kuće Epic Records.

## O pjesmi
Kao singl je pjesma objavljena u Europi i Australiji nakon velikog uspjeha singla "I'm Real" i prije izdavanja murder remixa pjesme, singl je objavljen u SAD-u kao promocijeski singl. Iaoko je Jennifer promovirala singl u SAD-u, singl nije bio objavljen kao regularan singl te nije dospio na top ljestvice tamo. Kao i za "I'm Real", za "Ain't It Funny" je snimljen murder remix, ali za razliku od "I'm Real" original i remix usneljestvive dospjli odvojeno. Za španjolsko govorno područje je snimljena španjolska verzija pjesme pod imenom "Que Ironia".

## Popis pjesama

### Maksi CD singl
1. "Ain't It Funny"
2. "Ain't It Funny" (Silk's House Mix)
3. "Ain't It Funny" (Brandnew Extended)
4. "Ain't It Funny" (Tropical Dance Remix
5. "Ain't It Funny" (D'Hip Mix

### CD singl
1. "Ain't It Funny"
2. "Ain't It Funny" (Brandnew Extended)

## Videospot
Videospot za pjesmu "Ain't It Funny" snimljen je 2001. godine pod redateljskom palicom Herba Rittsa. Cijeli video je prikazan u sepiji. Na početku videa jennifer šeće i ide k vidovnjakinji. Zatim po njud dlozai neka djevojka i odvede ju do nekog plemena gdje je sve puno drugih djevojaka. Ubrzo nakon toga ugleda nekog dečka te se na prvi pogled zaljubi u njega. Oko sredine videa jennifer pleše ples da ga zavede. Uspije joj naum, te joj se on pridruži u plesu.
U vidospotu je nastupio meksički glumac Eduardo Verástegui.

## Top Ljestvice
| Top Ljestvice (2001.) | Najviša pozicija |
| --------------------- | ---------------- |
| Australija            | 25               |
| Austrija              | 16               |
| Belgija (Flandrija)   | 8                |
| Belgija (Valonija)    | 5                |
| Danska                | 16               |
| Nizozemska            | 2                |
| Europa                | 5                |
| Francuska             | 13               |
| Njemačka              | 13               |
| Irska                 | 9                |
| Italija               | 17               |
| Novi Zeland           | 31               |
| Norveška              | 9                |
| Švedska               | 3                |
| Švicarska             | 9                |
| UK                    | 3                |

## Certifikacije
| Država  | Certifikacija | Prodaja |
| ------- | ------------- | ------- |
| Švedska | zlatna        | 10.000  |